# Disa chrysostachya
Disa chrysostachya là một loài thực vật có hoa trong họ Lan. Loài này được Sw. mô tả khoa học đầu tiên năm 1800.